# 西萨旺·冯
西萨旺·冯（寮語： Sisavang Vong，1885年7月14日—1959年10月29日），是老挝保护国及琅勃拉邦末代国王（1904年至1945年在位），后来成为老挝王国首任国王（1946年至1959年在位）。
西萨旺·冯生于琅勃拉邦，其父是琅勃拉邦国王扎卡林。1904年扎卡林死后，他继承琅勃拉邦的王位，并成为老挝保护国国王。在位期间，法属印度支那政府于1931年将华潘并入老挝保护国；1942年将博胶、川圹、万象并入；1946年又将占巴塞和沙耶武里并入。
西萨旺·冯支持法国的殖民统治。1945年3月，大日本帝国发动三九政变占领印度支那后，敦促越南、柬埔寨、老挝独立。越南皇帝保大和柬埔寨国王西哈努克都宣布独立，唯独西萨旺·冯拒绝同日本人合作。他因此与独立派的首相佩差拉·拉达纳冯亲王发生冲突，直到4月8日，他才在日本人的压力下宣布老挝独立。
1945年10月20日，由于日本投降，印度支那出现权力真空，引起混乱。佩差拉亲王重申老挝独立，并废黜了西萨旺·冯的王位，自称老挝国家元首。西萨旺·冯被迫流亡，直到1946年4月法国军队进驻后才得以返回。1946年8月17日，他在法国的帮助下重新登上王位，建立老挝王国。老挝王国在法兰西联盟享有自治地位。1954年10月22日，老挝获得完全独立，但境内的共产主义叛乱愈演愈烈。1954年去世，葬于琅勃拉邦，不少外国政要出席其国葬，其中包括泰国的帕努潘·育坤亲王。其子西萨旺·瓦达纳继位。
万象的西萨旺·冯大学以其名字命名。该大学曾是老挝唯一一个学位授予机构，1975年巴特寮掌权后将其拆分为数个学院，使现在老挝没有任何学位授予机构。由于他使老挝从法兰西联盟中独立，他的雕像在共产主义革命中幸存下来，琅勃拉邦和万象各有他的一座雕像。

## 勋章
- 柬埔寨：柬埔寨王家勳章大十字勳位– 1905年
- 大南國：一項大南龍星 – 1905年
- 大南國：一項金磬
- 法國：法國榮譽軍團勳章大十字勳位 – 1927年
  - 法國榮譽軍團勳章指揮官勳位 – 1905年
- 法國：貝寧黑星勳章（英语：Order of the Black Star）– 1935年
- 比利時：王冠勳章（英语：Order of the Crown (Belgium)）大軍官勳位 – 1935年
- 法國：藝術與文學勳章軍官勳位 – 1949年
- Croix de Guerre with Palm of France – 1949年
- 泰國：扎克里王室勳章騎士勳位 – 1955年
- 越南國：一項章美– 1955年

## 家庭
他的妻子包括:
- 加穆尼公主（Kamuni）
- 坎潘（Khamphane）
- 坎拉（Khamla）
- 坎播（Khamboua）
- 坎迪（Khamtip）
- 坎敦公主（Khamtouan）
- 加玛杜尼公主（Kamaduni）
- 甘标（Mom Khamphoui）
- 因德拉加玛公主（Indrakama）
- 加穆尼公主（Kamuni）
- 坎标公主（Khamphoui）
- 占西（Chansy）

| 前任： 扎卡林     | 琅勃拉邦国王 1904年4月28日-1945年10月20日 | 繼任： 从法国独立    |
| 前任： 从法国独立 | 老挝国王 1946年4月23日-1959年10月20日     | 繼任： 西萨旺·瓦达纳 |